# Tóth Frank
Tóth Frank (Erfurt, NDK, 1970. június 17. –) kétszeres Európa-bajnok (1997, 1999), világbajnoki ezüst- (1998) és bronzérmes (1991) és olimpiai 4. helyezett (1996) keletnémet születésű magyar vízilabdázó.
Édesapja operaénekes volt, aki az NDK-ban élt éveken át. Édesanyja német fül-orr-gégész. 1977-ben költöztek Magyarországra.
Az NDK-ban úszóként kezdett sportolni.
A 2005-től a Ferencváros szakosztály-igazgatója volt.
Utánpótlás csapatokat edzett.
Gyógyszerész diplomát szerzett, patikát üzemeltet.

## Eredményei
- olimpia bajnoki 4. helyezett (1996, Atlanta)
- világbajnoki 2. helyezett (1998, Perth)
- Európa-bajnoki 1. helyezett (Sevilla, 1997.) 2. helyezett (1995. Bécs)
- Világ Kupa 1. helyezett (1995. Atlanta), 2. helyezett (1993 Athén)
- KEK győzelem (1985, 1995)
- Szuperkupa 2. helyezett (1995)
- magyar bajnok (1989)
- Magyar Kupa győztes (1992, 1994, 1995–1996, 1997, 2000)